# میاواکا، فوکوئوکا
میاواکا در استان فوکوئوکا در کشور ژاپن واقع شده‌است  که دارای جمعیت ۳۰٬۷۹۳ نفر و مساحت ۱۳۹٫۹۹ کیلومتر مربع با تراکم جمعیت ۲۲۰  نفر در کیلومترمربع است و در تاریخ ۱۱ فوریه ۲۰۰۶ به عنوان شهر شناخته شد.